# Eugenia gatopensis
Eugenia gatopensis är en myrtenväxtart som beskrevs av André Guillaumin. Eugenia gatopensis ingår i släktet Eugenia och familjen myrtenväxter. IUCN kategoriserar arten globalt som sårbar. Inga underarter finns listade i Catalogue of Life.